# Raïon de Valojyn
Le raïon de Valojyn (en biélorusse : Валожынскі раён, Valojynski raïon) ou raïon de Volojine (en russe : Воложинский район, Volojinski raïon) est une subdivision de la voblast de Minsk, en Biélorussie. Son centre administratif est la ville de Valojyn.

## Géographie
Le raïon couvre une superficie de 1 916,78 km2, dans l'ouest de la voblast. Le raïon de Valojyn est limité au nord par la voblast de Brest (raïon d'Achmiany et raïon de Smarhon) et le raïon de Maladetchna, à l'est par le raïon de Minsk, au sud par le raïon de Dziarjynsk et le raïon de Stowbtsy, et à l'ouest par la voblast de Brest (raïon d'Iwie).

## Histoire
Le raïon de Valojyn a été créé le 15 janvier 1940.

## Population

### Démographie
Les résultats des recensements de la population (*) font apparaître une diminution rapide de la population du raïon depuis 1959. Ce déclin s'est accéléré dans les premières années du XXIe siècle :
Recensements (*) ou estimations de la population :
| 1959*  | 1970*  | 1979*  | 1989*  | 1999*  | 2009*  |
| ------ | ------ | ------ | ------ | ------ | ------ |
| 74 492 | 72 267 | 61 730 | 53 652 | 47 466 | 37 543 |

### Nationalités
Selon les résultats du recensement de 2009, la population du raïon se composait de trois nationalités principales :
- 88,1 % de Biélorusses ;
- 7,4 % de Polonais ;
- 3,2 % de Russes.

### Langues
En 2009, la langue maternelle était le biélorusse pour 90,66 % des habitants du raïon de Valojyn et le russe pour 8,1 %. Le biélorusse était parlé à la maison par 80,5 % de la population et le russe par 16,4 %.